# ودرسوو
ودرسوو (انگلیسی: Vedresevo) یک شهرک در شهرستان کراسنوکامسکی استان باشقیرستان کشور روسیه است.